# Frank Ronan
Frank Ronan (geboren 1963 in New Ross, County Wexford) ist ein irischer Schriftsteller.

## Leben und Werk
Ronan wurde 1963 in der südostirischen Grafschaft Wexford als zweites von zehn Kindern einer katholischen Familie geboren. Bereits sein 1989 erschienener erster Roman The Men Who Loved Evelyn Cotton (dt. 1997 als Der Mann, der Evelyn Cotton liebte) wurde mit dem renommierten Irish Times Aer Lingus Literature Award ausgezeichnet. Außer mit Evelyn Cotton wurde Ronan im deutschsprachigen Raum vor allem mit dem hier zuvor erschienenen Dixie Chicken  (1994; dt. 1996) bekannt. Sein Roman hOme aus dem Jahr 2002 (dt. 2003 als Cosmic dancer) war von Ronan als erster Band einer vierbändigen (Auto-)Biografie eines 1963 geborenen Jungen namens Coorg angekündigt; bis Ende der 2010er Jahre sind allerdings keine weiteren Veröffentlichungen Ronans nachweisbar. Ronans Werke erschienen auf Deutsch im Frankfurter Eichborn Verlag, wiederholt in der Übersetzung durch Bernhard Robben.
Ronan lebte in Frankreich und in England, danach wieder in Irland.

## Auszeichnungen (Auswahl)
- Irish Times Aer Lingus Literature Award

## Werke
- The Men Who Loved Evelyn Cotton. Roman, London 1989
  - dt.: Der Mann, der Evelyn Cotton liebte. Aus dem Englischen von Bernhard Robben. Eichborn, Frankfurt am Main 1997, ISBN 3-8218-0542-0
- Picnic in Eden. Roman, London 1991
  - dt.: Picknick in Eden. Aus dem Englischen von Bernhard Robben. Eichborn, Frankfurt am Main 1999, ISBN 3-8218-0594-3
- The Better Angel. Roman, London 1992
- Dixie Chicken. Roman, London 1994
  - dt.: Dixie Chicken. Aus dem Englischen von Mechthild Kühling. Eichborn, Frankfurt am Main 1996, ISBN 3-8218-0485-8
- Lovely. Roman, London 1995
- Handsome Men Are Slightly Sunburnt. Erzählungen, London 1996
- Home. Roman, London 2002
  - dt.: Cosmic Dancer. Aus dem Englischen von Bernhard Robben. Eichborn, Frankfurt am Main 2003, ISBN 3-8218-0916-7